# Глухар
Глухар (болг. Глухар) — село в Болгарии. Находится в Кырджалийской области, входит в общину Кырджали. Население составляет 961 человек.

## Политическая ситуация
В местном кметстве Глухар, в состав которого входит Глухар, должность кмета (старосты) исполняет Еркан Юсеин Юсеин (Движение за права и свободы (ДПС)) по результатам выборов.
Кмет (мэр) общины Кырджали — Хасан Азис (Движение за права и свободы (ДПС)) по результатам выборов.